# Chrysopa dampfina
Chrysopa dampfina is een insect uit de familie van de gaasvliegen (Chrysopidae), die tot de orde netvleugeligen (Neuroptera) behoort. 
Chrysopa dampfina is voor het eerst wetenschappelijk beschreven door Navás in 1928.